# Iytenu
Iytenu fou un faraó de la dinastia VII o VIII de l'antic Egipte, que va governar a la ciutat de Memfis. Iytenu era un nom de naixement i es desconeix el seu nom de regnat. Com altres faraons del període intermedi, només se sap el seu nom.